# مجلس کانادا
مجلس کانادا، (به انگلیسی: Parliament of Canada) و (به فرانسوی: Parlement du Canada) قوه قانونگذاری فدرال کانادا است که در پارلمنت هیل (به انگلیسی: Parliament Hill) واقع در شهر اتاوای استان انتاریو که پایتخت ملی کانادا است قرار دارد. بدنه مجلس از سه قسمت تشکیل شده است: پادشاهی کانادا که توسط یک نایب الملک یعنی فرماندار کل نمایندگی می‌شود، یک مجلس علیا یعنی سنای کانادا و یک مجلس سفلی یعنی مجلس عوام. هر یک از اجزای مجلس، سازمان و کارمندان خود را دارند. فرماندار کل، هر یک از ۱۰۵ سناتور را به توصیه نخست‌وزیر کانادا، احضار و منصوب می‌کند. این در حالی است که ۳۳۸ عضو مجلس عوام - که به آن‌ها عضو مجلس (یا ام‌پی یا MP) می‌گویند - به‌طور مستقیم و با رای مستقیم کانادایی‌های واجد شرایط رای، انتخاب می‌شوند. هر نماینده مجلس، یک حوزه انتخاباتی را نمایندگی می‌کند. معمولاً به حوزه‌های انتخاباتی، رایدینگ می‌گویند.
بر اساس قرارداد قانون اساسی، مجلس عوام قدرت برتر در مجلس را دارد و مجلس سنا و تاج، به ندرت با خواسته‌های آن مخالفت می‌کنند. سنا، قانون‌گذاری را از یک موضع «کمتر حزبی» بررسی می‌کند و پادشاه و حاکم محلی (فرماندار کل)، موافقت سلطنتی لازم را تأمین می‌کنند تا لایحه‌ها به قانون تبدیل شوند. فرماندار کل، برای تشکیل مجلس فراخونی می‌کند و علاوه بر این، حاکم محلی یا پادشاه می‌توانند مجلس را تمدید یا منحل کنند. انحلال مجلس به این منظور صورت می‌گیرد که برای یک انتخابات جدید فراخوانی شود. در زمان تشکیل مجلس جدید، یکی از این دو نفر سخرانی تاج را می‌خوانند. پارلمان اخیر که در سال ۲۰۱۵ با فراخوانی فرماندار کل دیوید جانستون تشکیل شد، ۴۲امین مجلس پس از کنفدراسیون سال ۱۸۶۷ است.

## ترکیب
مجلس کانادا از سه قسمت تشکیل شده است: پادشاه، سنا و مجلس عوام. هر یک از این سه قسمت نقشی متمایز دارد ولی در محدوده رویه پارلمانی، هر سه قسمت با هم کار می‌کنند. این ترکیب، از بریتانیا به ارث گرفته شده است و به همین دلیل یک کپی تقریباً برابر اصل از مجلس وستمینیتر است. بزرگ‌ترین تفاوت‌های مجلس کانادا و مجلس وستمینیستر ناشی از شرایط منحصر به فرد کانادا است؛ مانند ماهیت اسکان غیر دائم پادشاه در کشور و همچنین عدم وجود ساختار رتبه‌های اعیانی در تشکیل مجلس علیا.
تنها به اعضای مجلس عوام، عضو پارلمان - یا MP - می‌گویند؛ با وجود اینکه سنا بخشی از مجلس است، این اصطلاح هرگز برای سناتورها به کار نرفته است. با وجود اینکه سناتورها قدرت کمتری دارند، در ترتیب اولویت ملی در سطح بالاتری قرار دارند. هیچ شخصی نمی‌تواند به‌طور هم‌زمان در بیشتر از یک مجلس خدمت کند.
|  |  |  |